# Yenankyaung
Yenankyaung (Jenandżaung, ang. Yenangyaung) – miasto w środkowej Mjanmie, nad rzeką Irawadi. Około 113 tys. mieszkańców.